# Biserica reformată din Stejeriș, Mureș

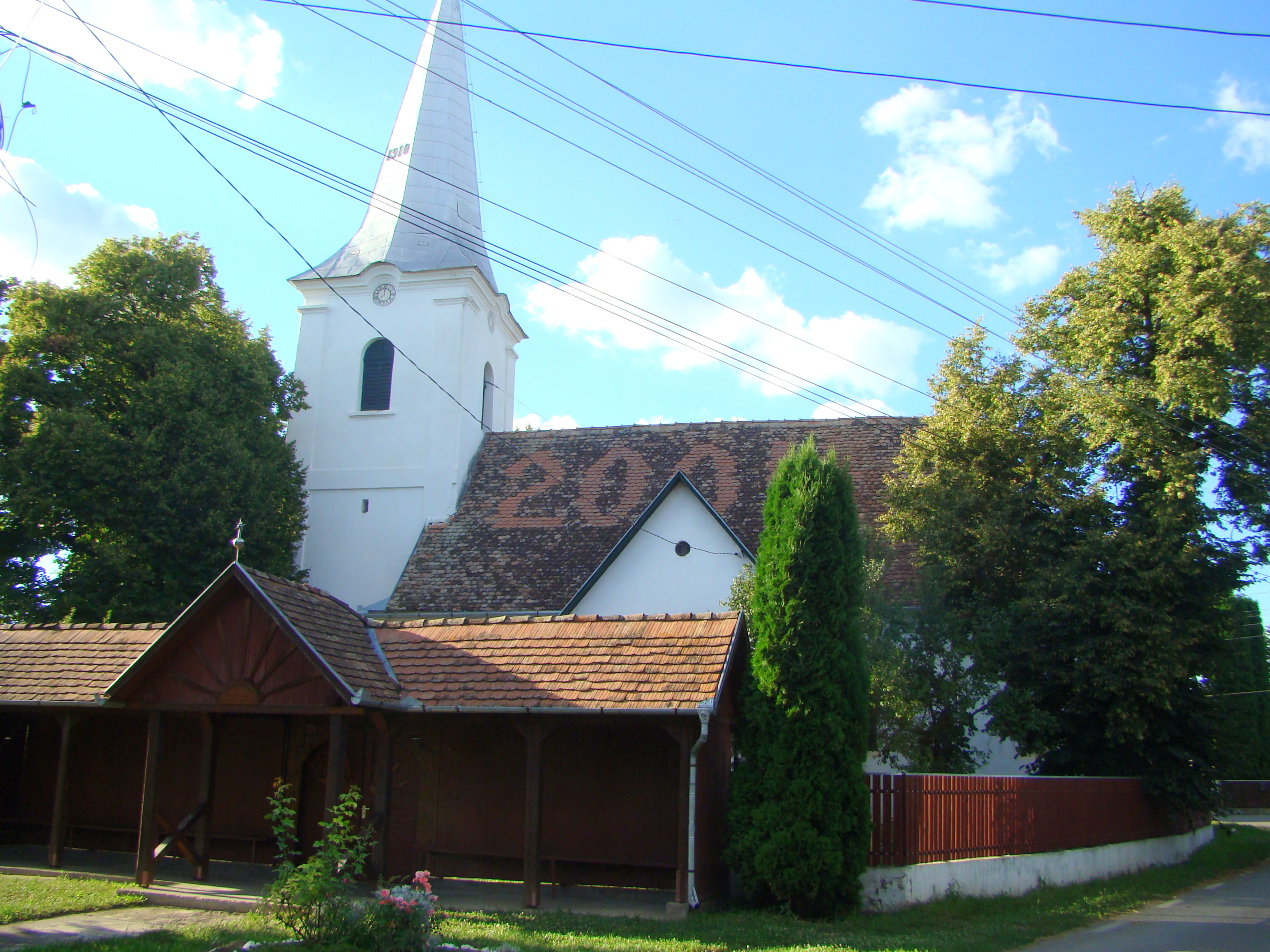
Biserica reformată din Stejeriș, Mureș (august 2021)

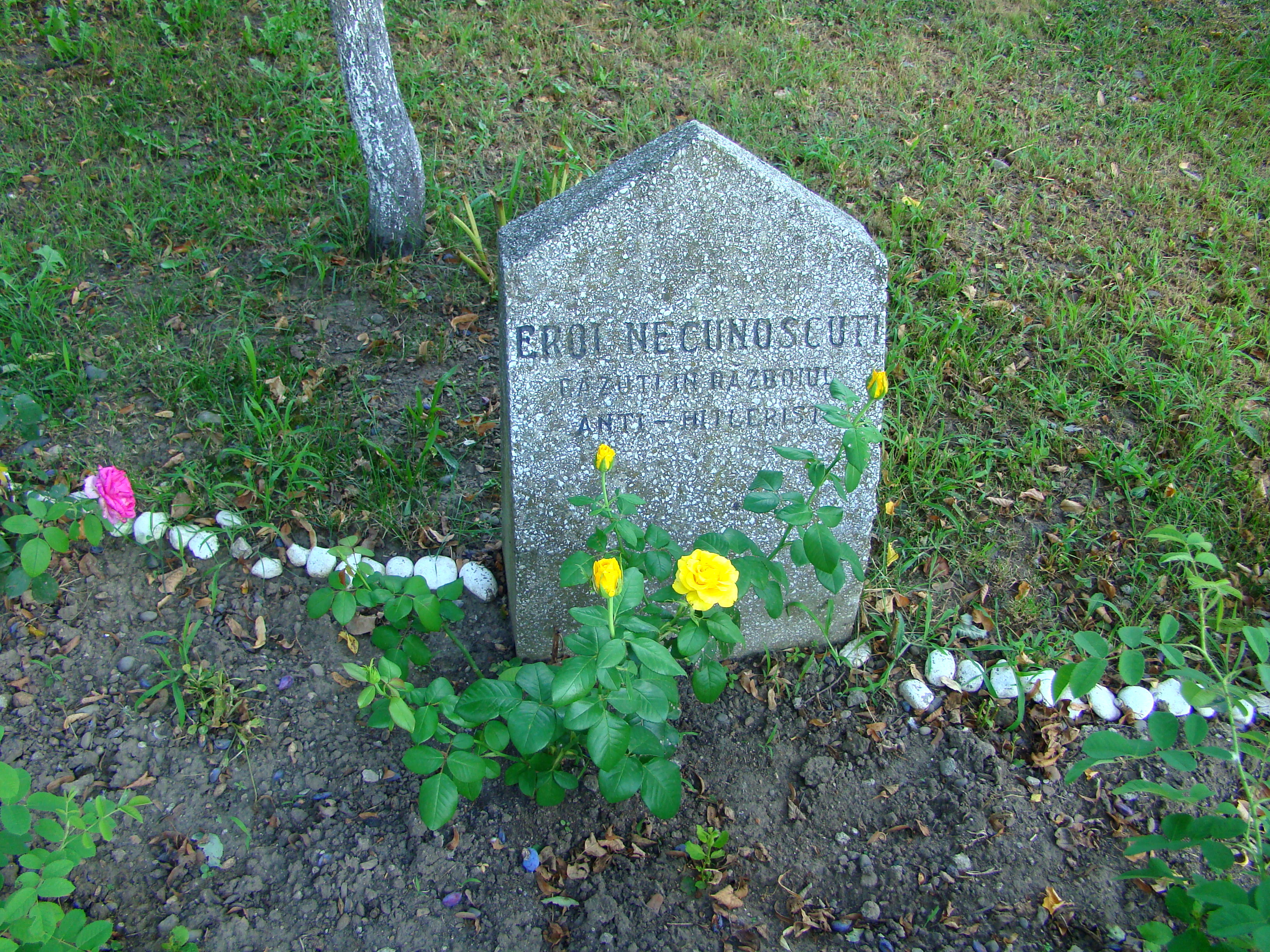
Cimitirul Eroilor Români din Al Doilea Război Mondial, amplasat în curtea bisericii reformate

Biserica reformată din Stejeriș este un lăcaș de cult aflat pe teritoriul satului Stejeriș, comuna Acățari, județul Mureș. Datează din secolul al XVIII-lea. 

## Localitatea
Stejeriș (în maghiară Cserefalva) este un sat în comuna Acățari din județul Mureș, Transilvania, România. A fost menționat pentru prima oară în anul 1497 ca Zereyfalva, iar în 1505 apare sub forma Cherefalwa.

## Biserica
Credincioșii catolici din perioada medievală au devenit în majoritate reformați în timpul Reformei. Nu a existat o biserică medievală, aparțineau de parohia Nyárádszentbenedek (Murgești). În 1688, este menționat ca filie la Murgești, cu o biserică reformată.
Între anii 1784-1785 a fost construită actuala biserică din piatră, iar din 1836 devine parohie. Și potrivit istoricului Károly Benkő în sat exista o singură biserică, cea reformată cu turnul ei din piatră.
În curtea bisericii reformate este amplasat Cimitirul Eroilor Români din Al Doilea Război Mondial.

## Imagini din exterior

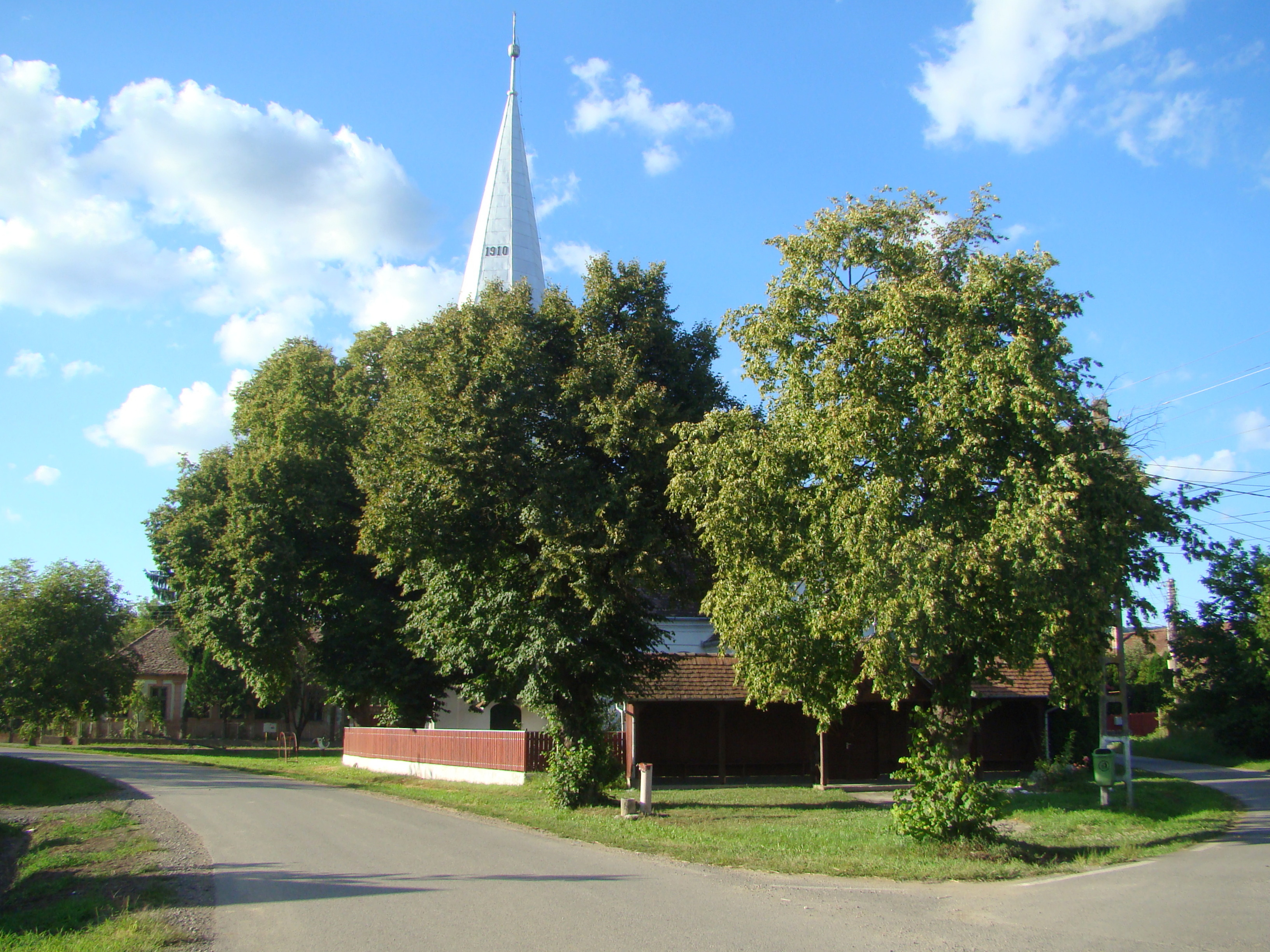
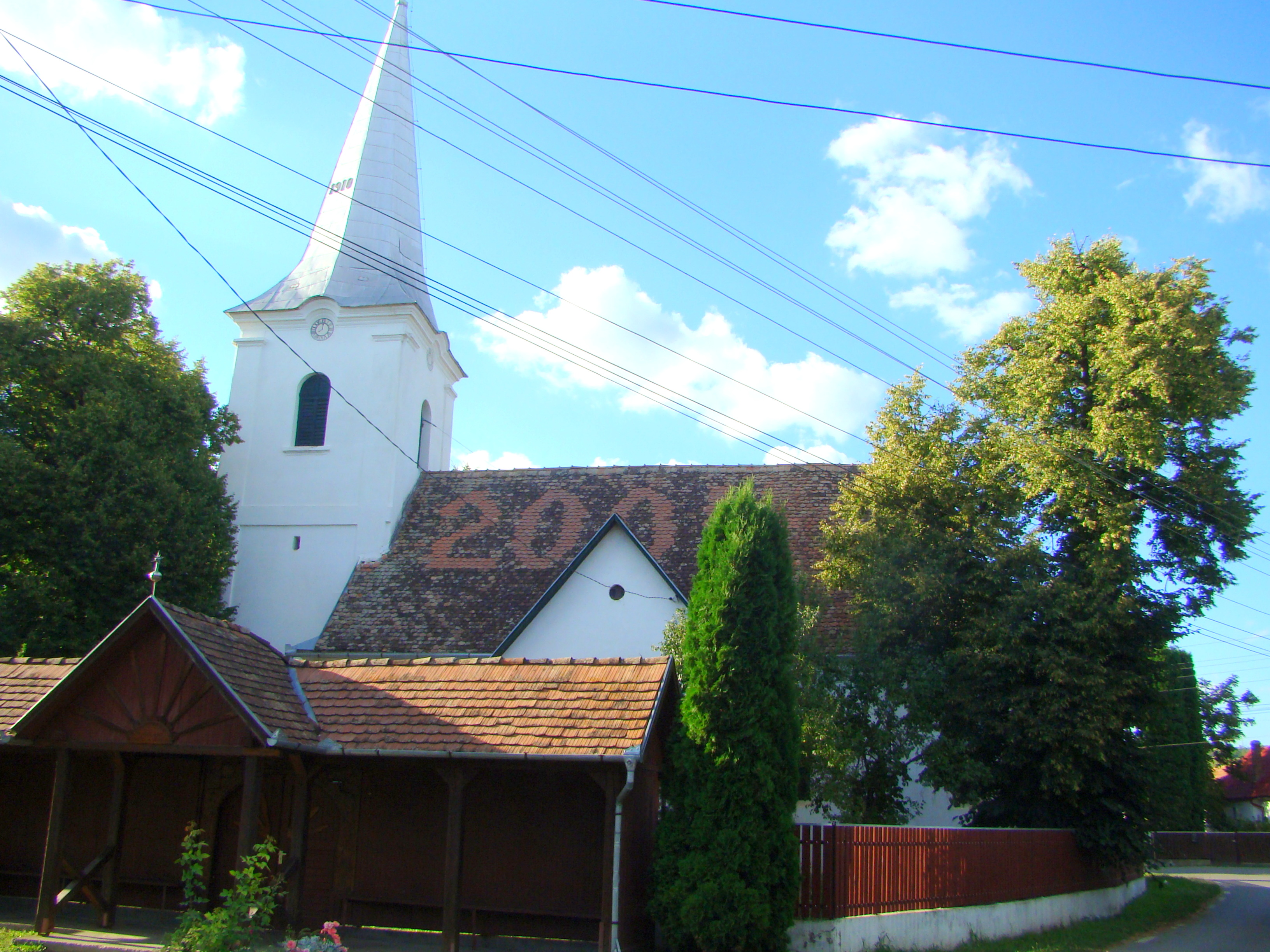
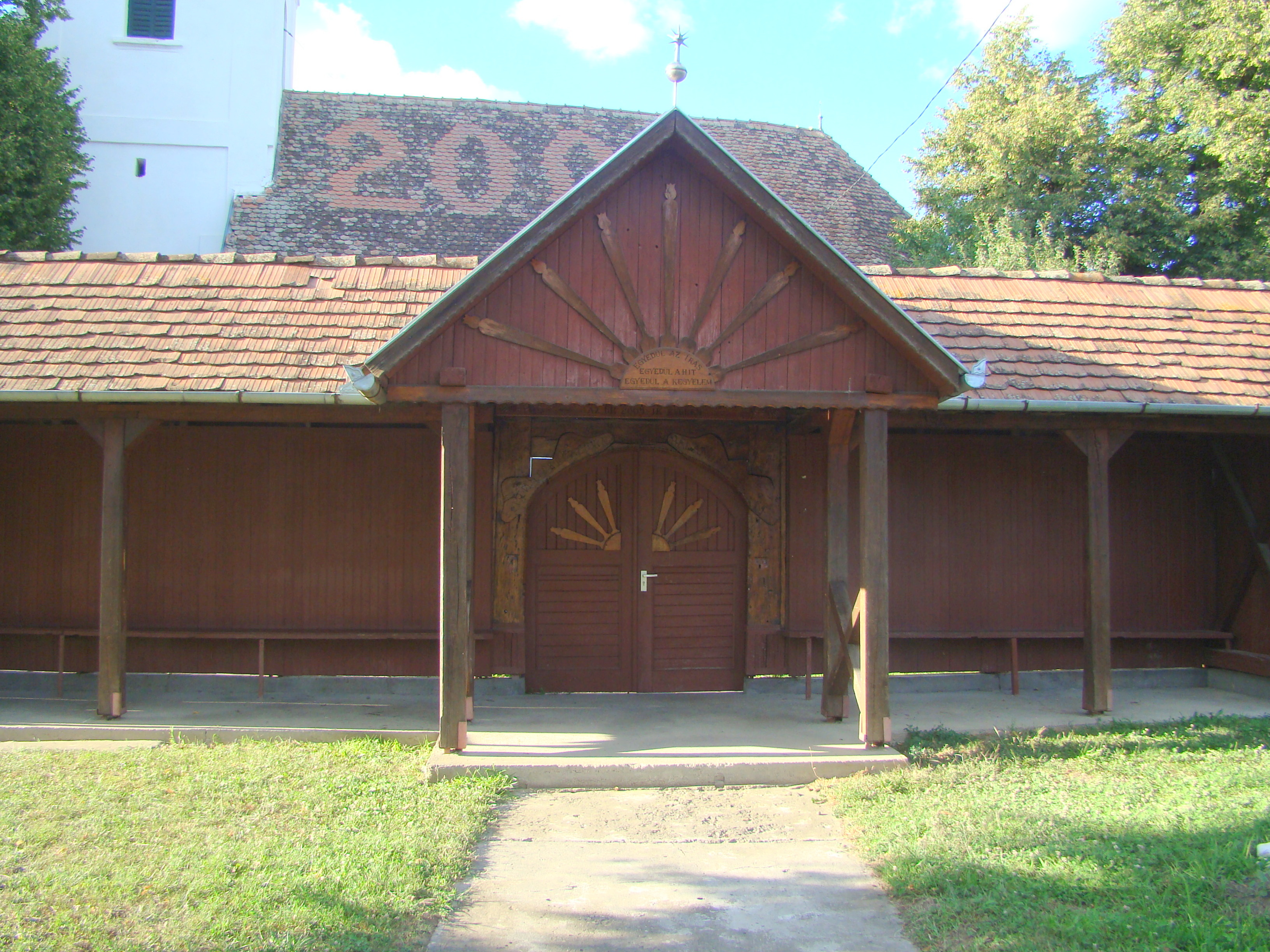
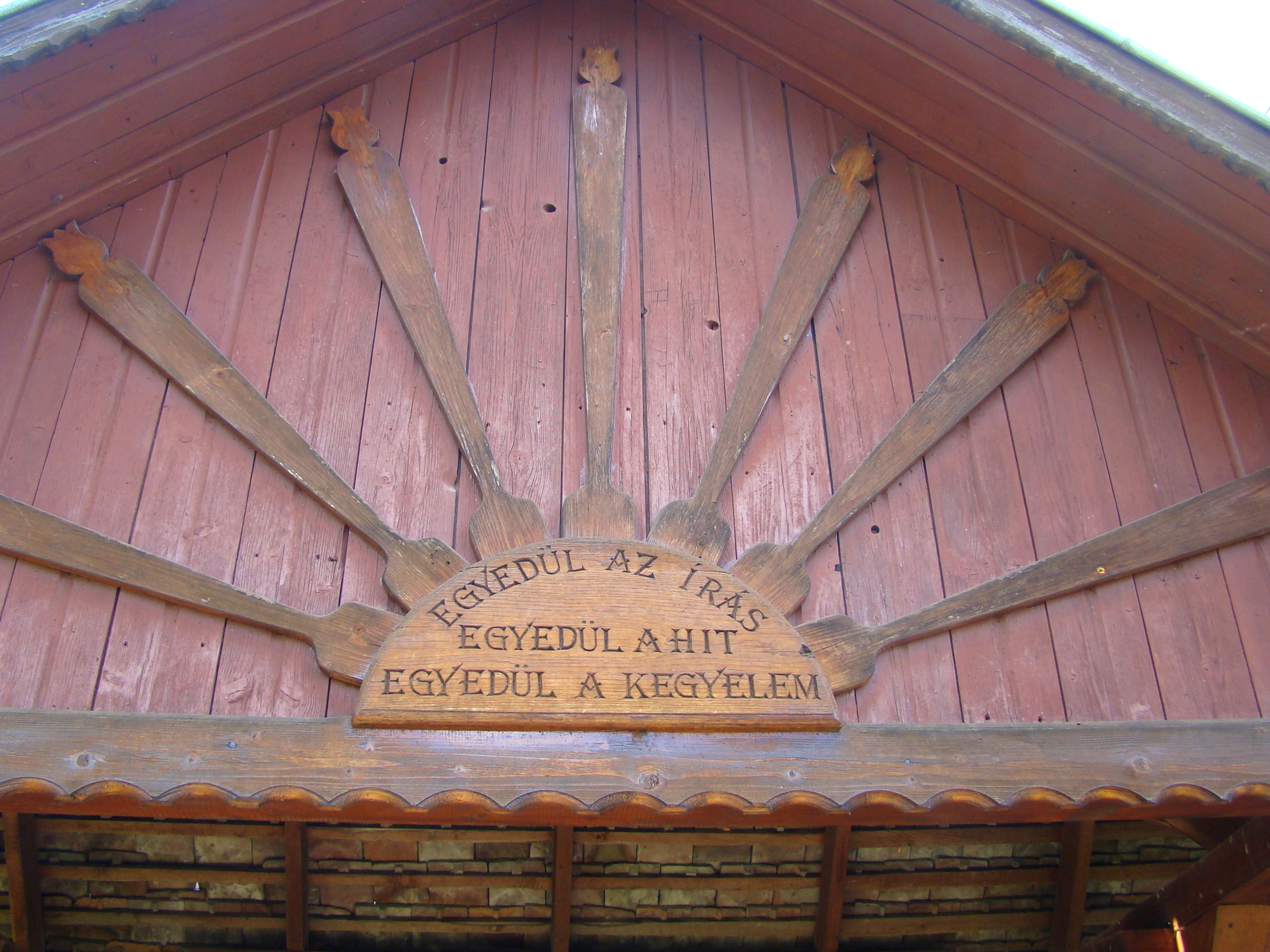
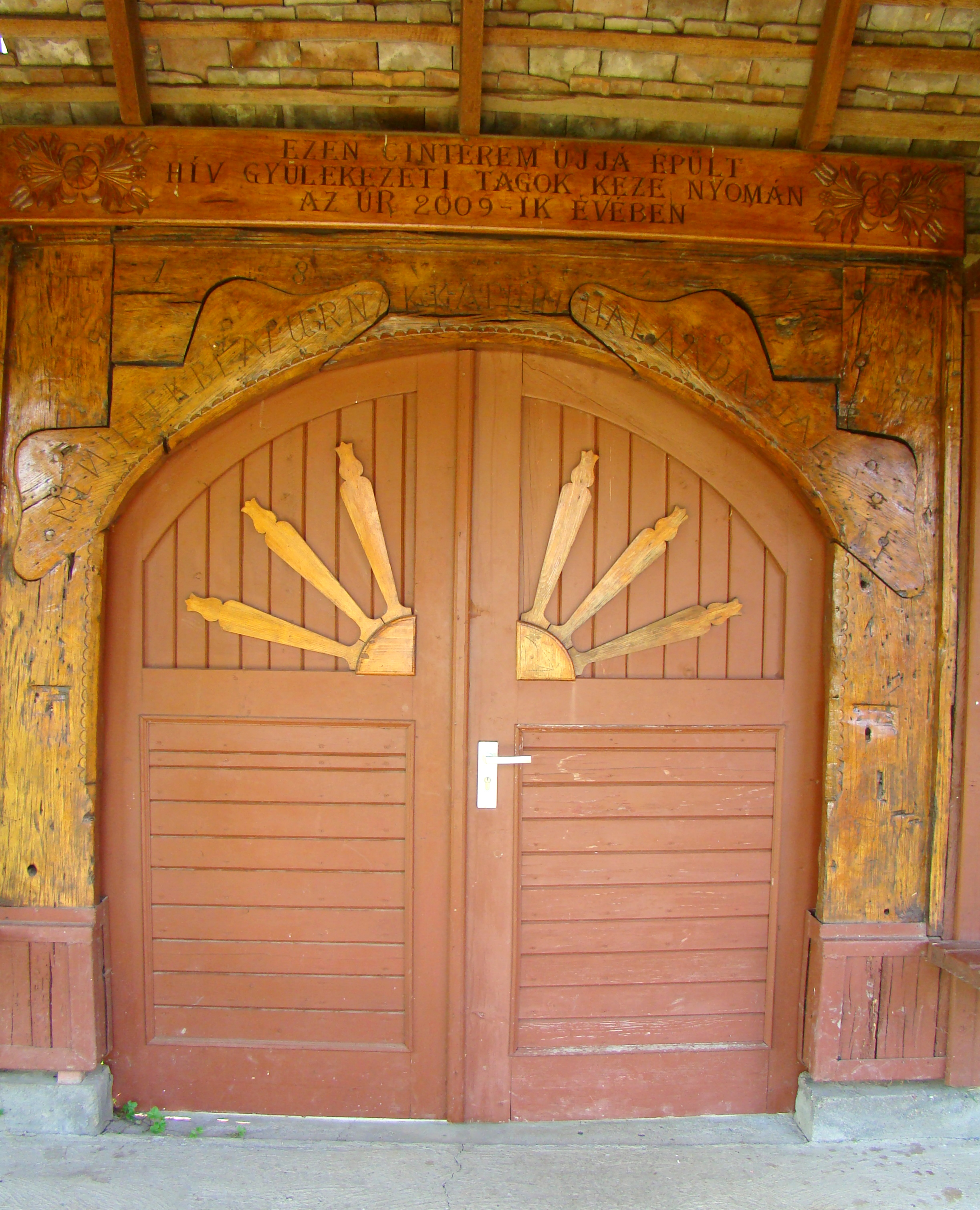
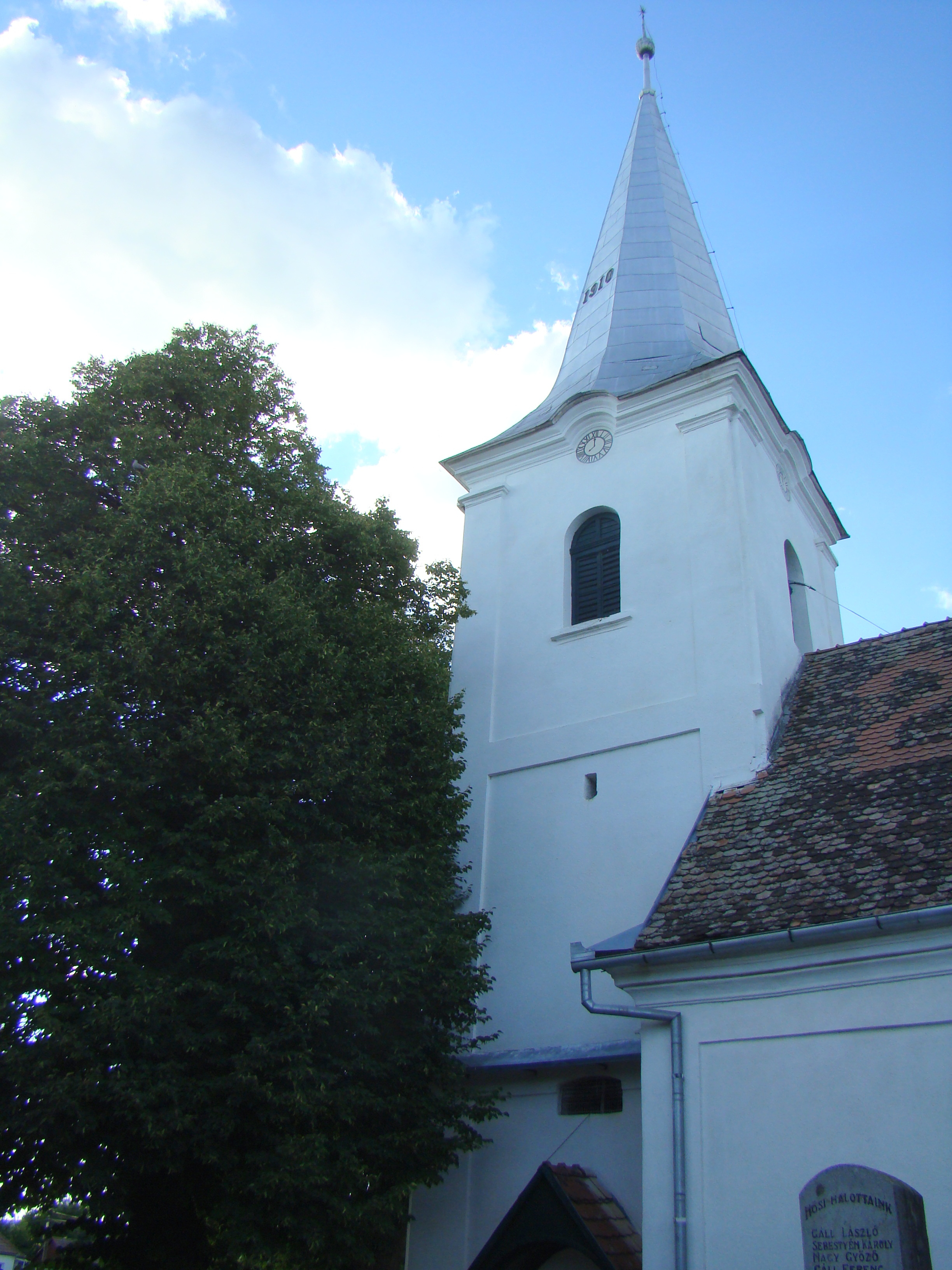
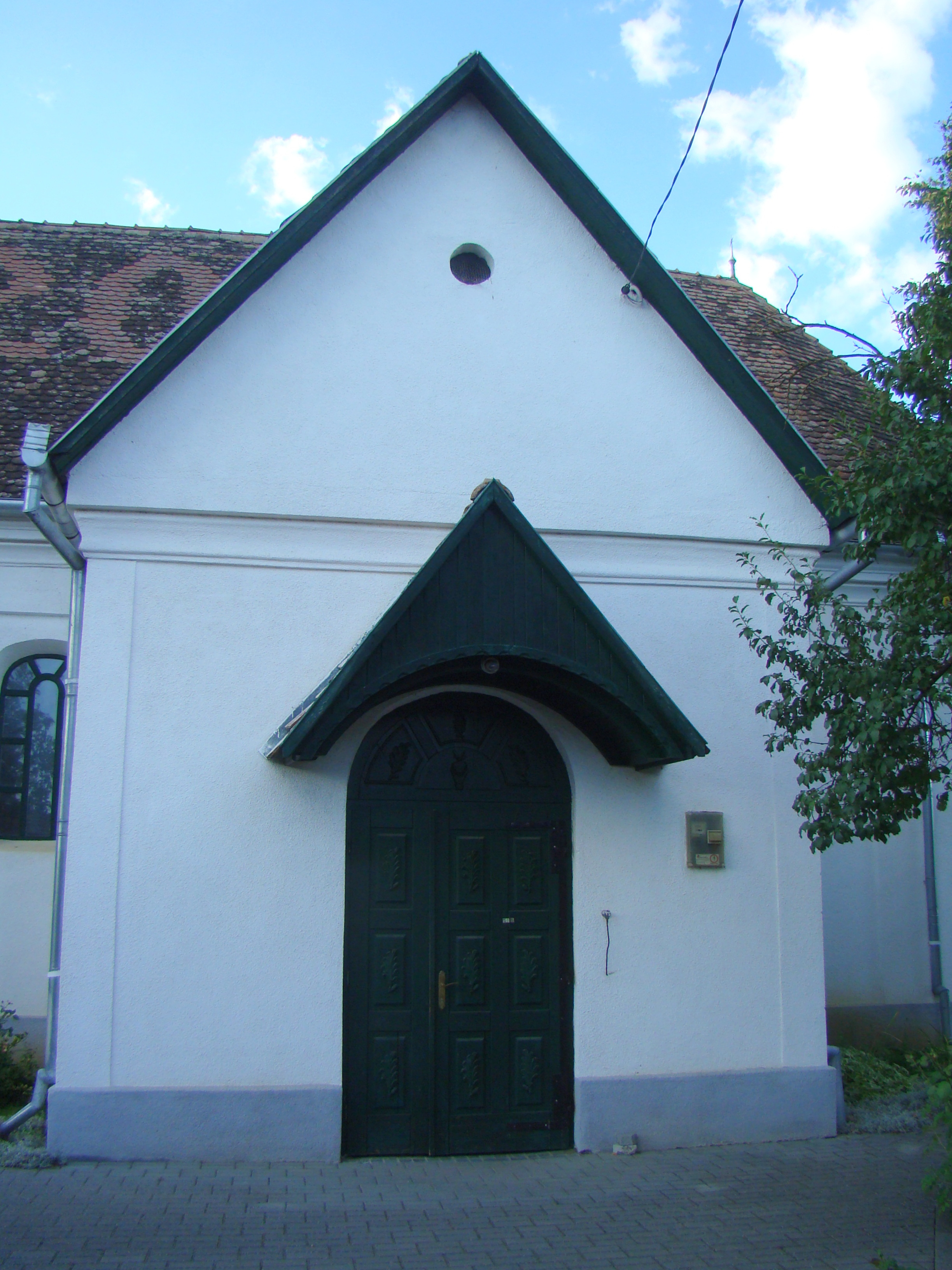
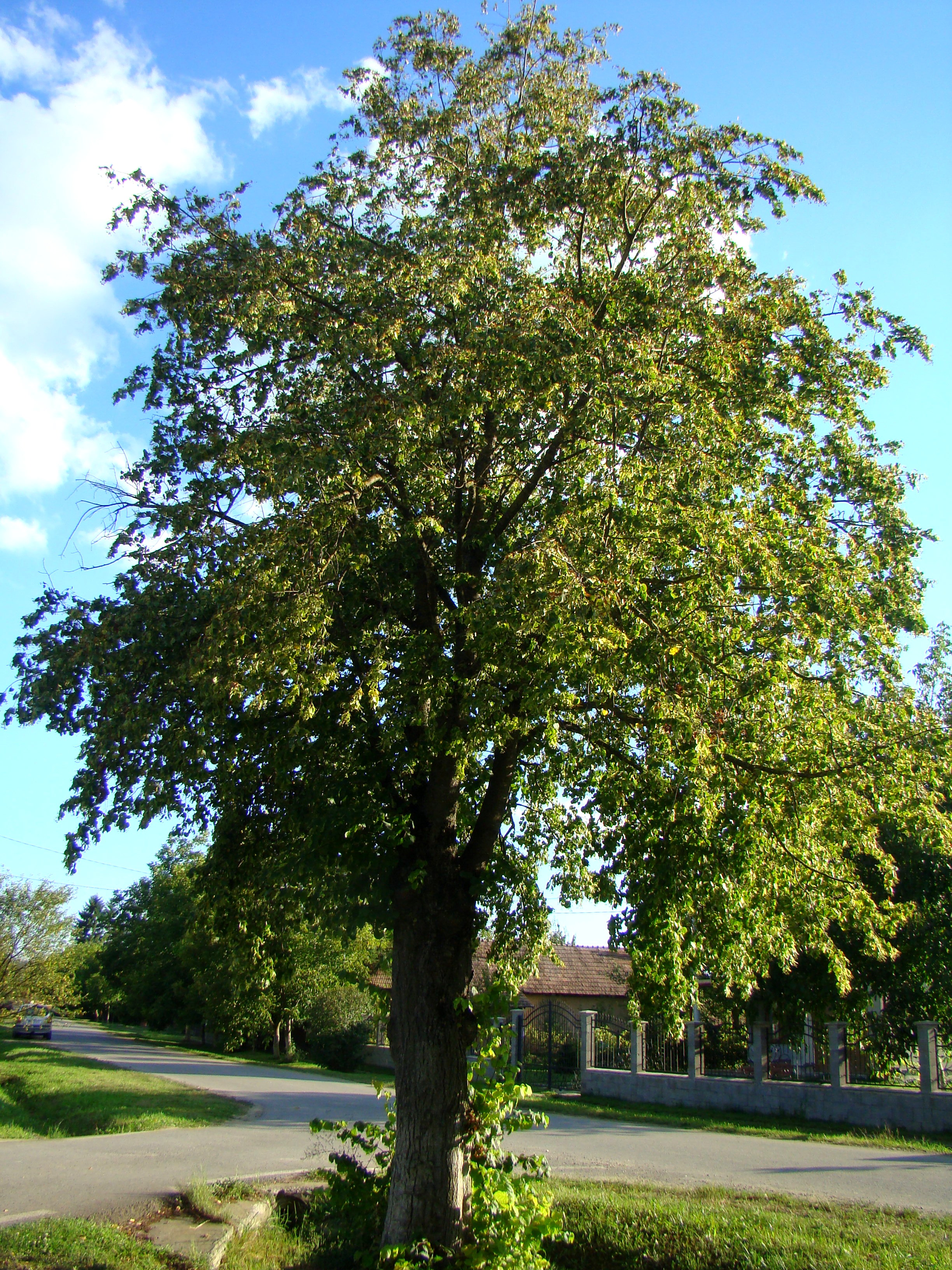
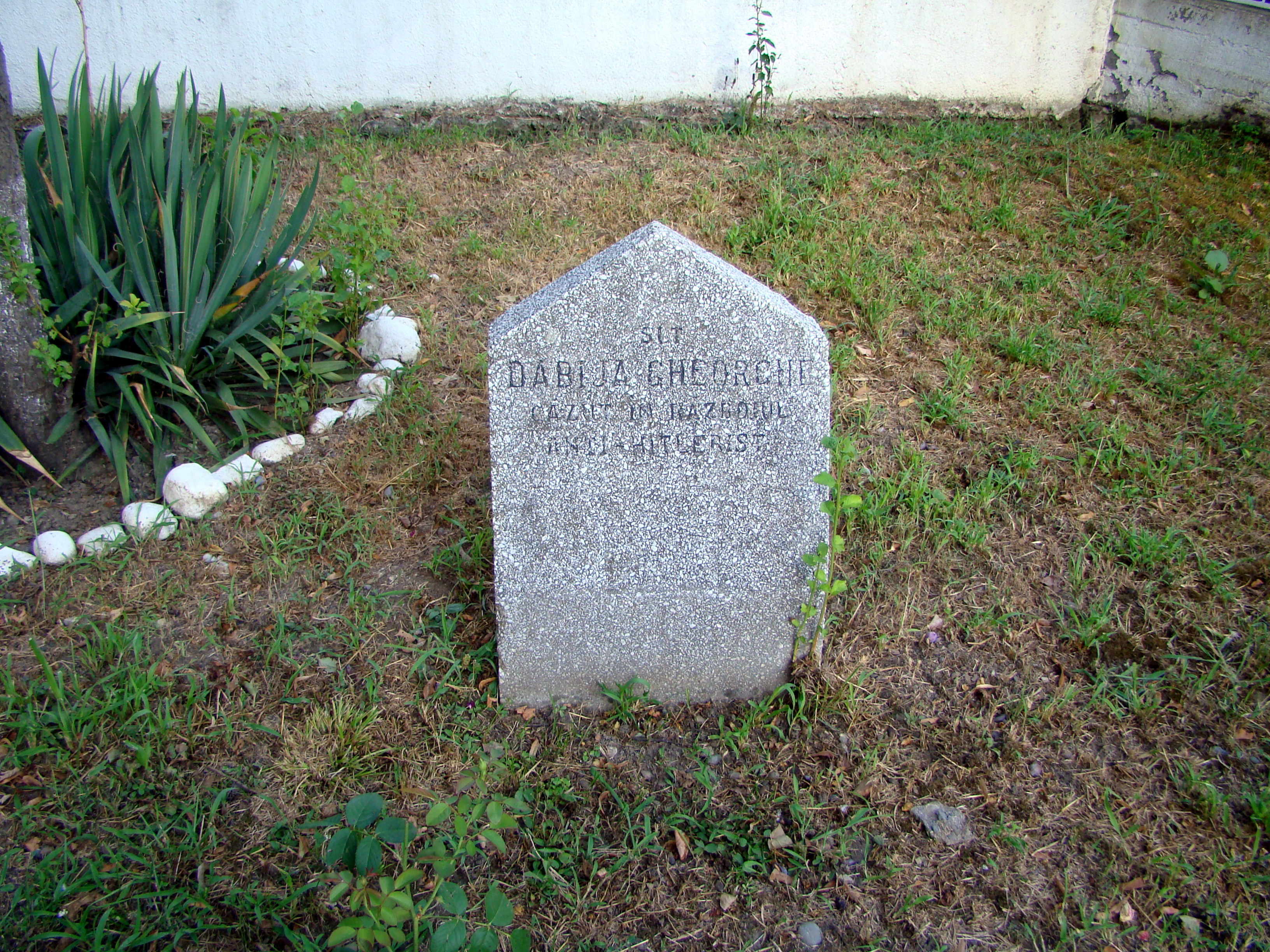
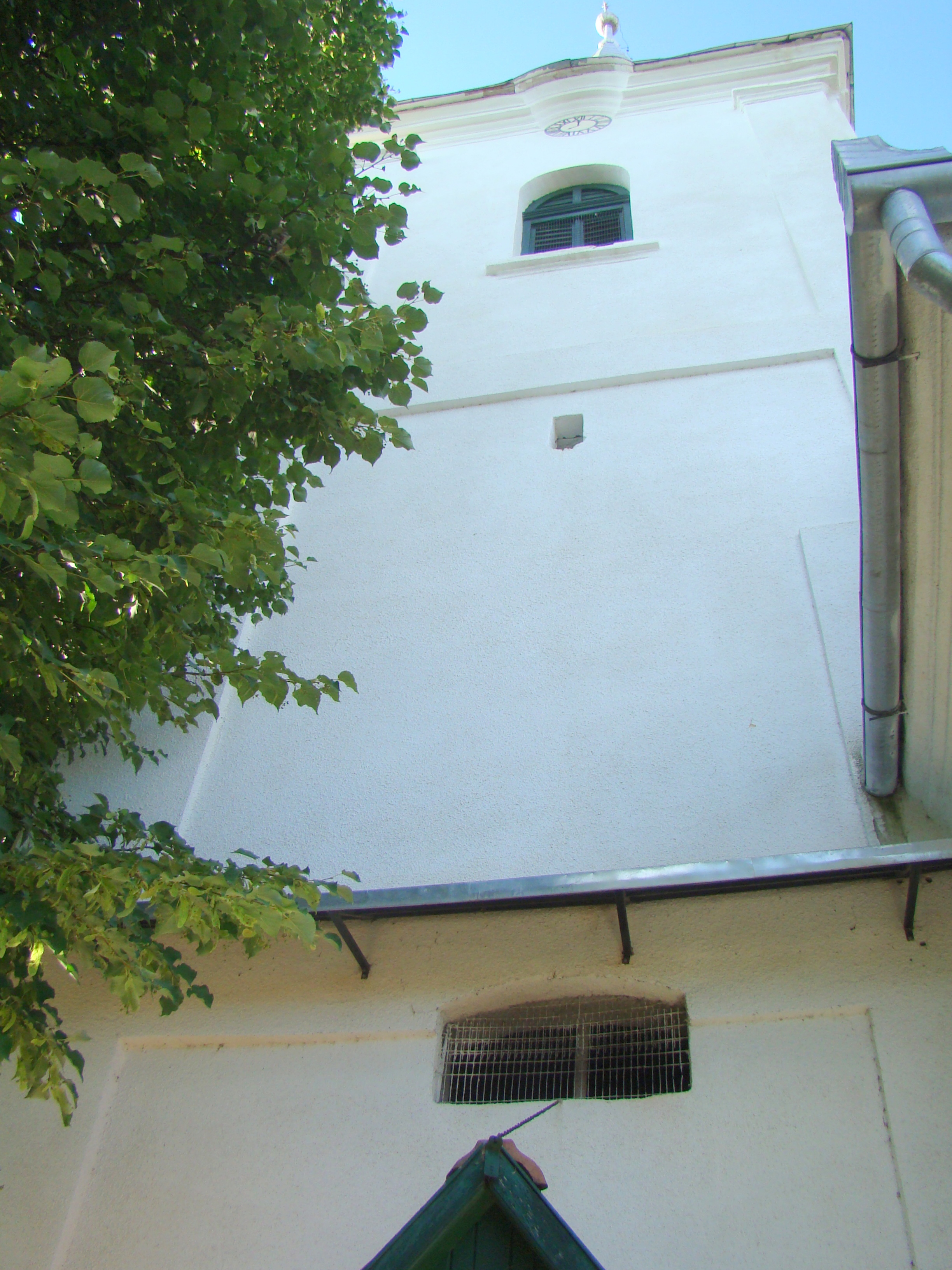
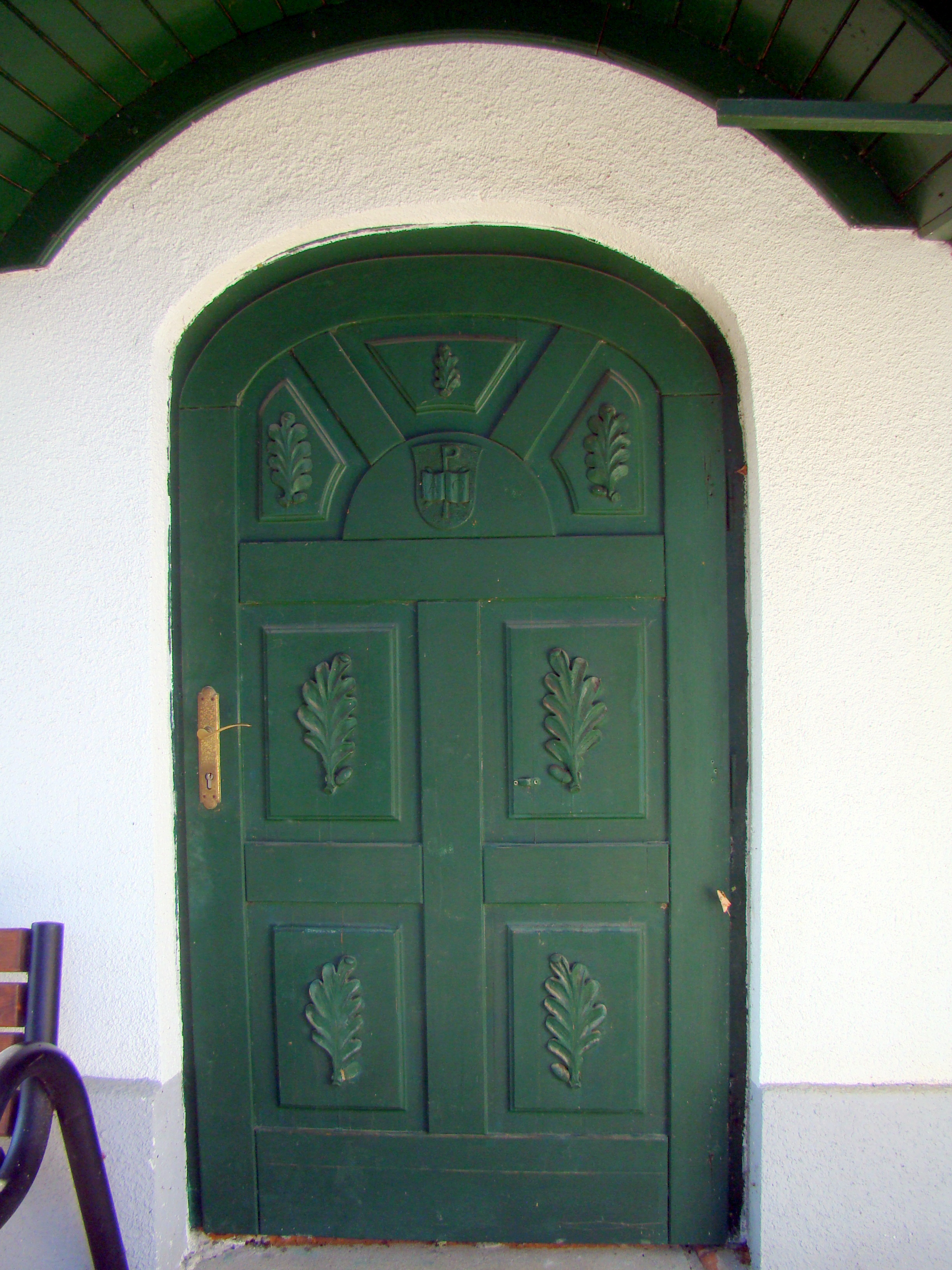
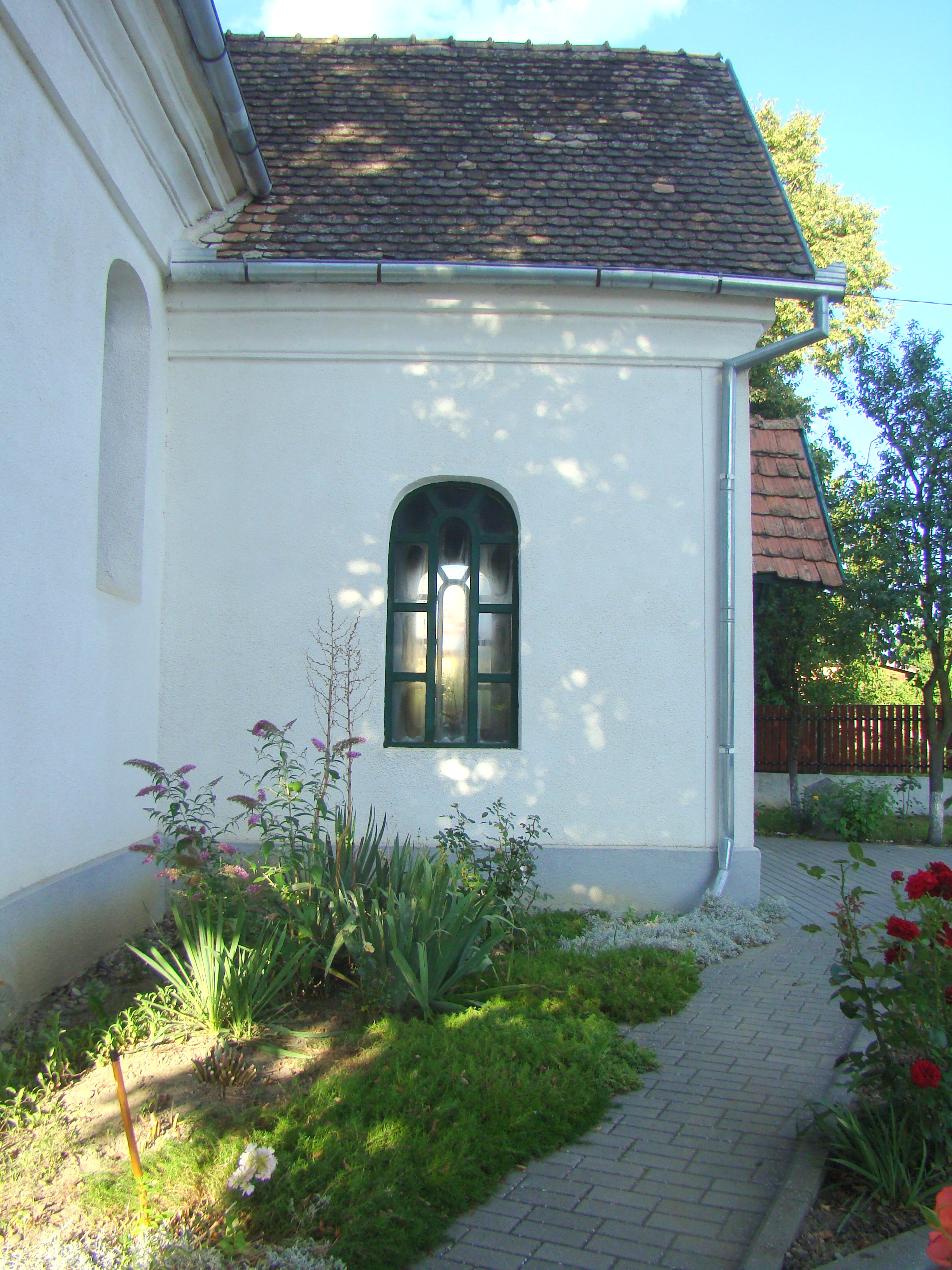
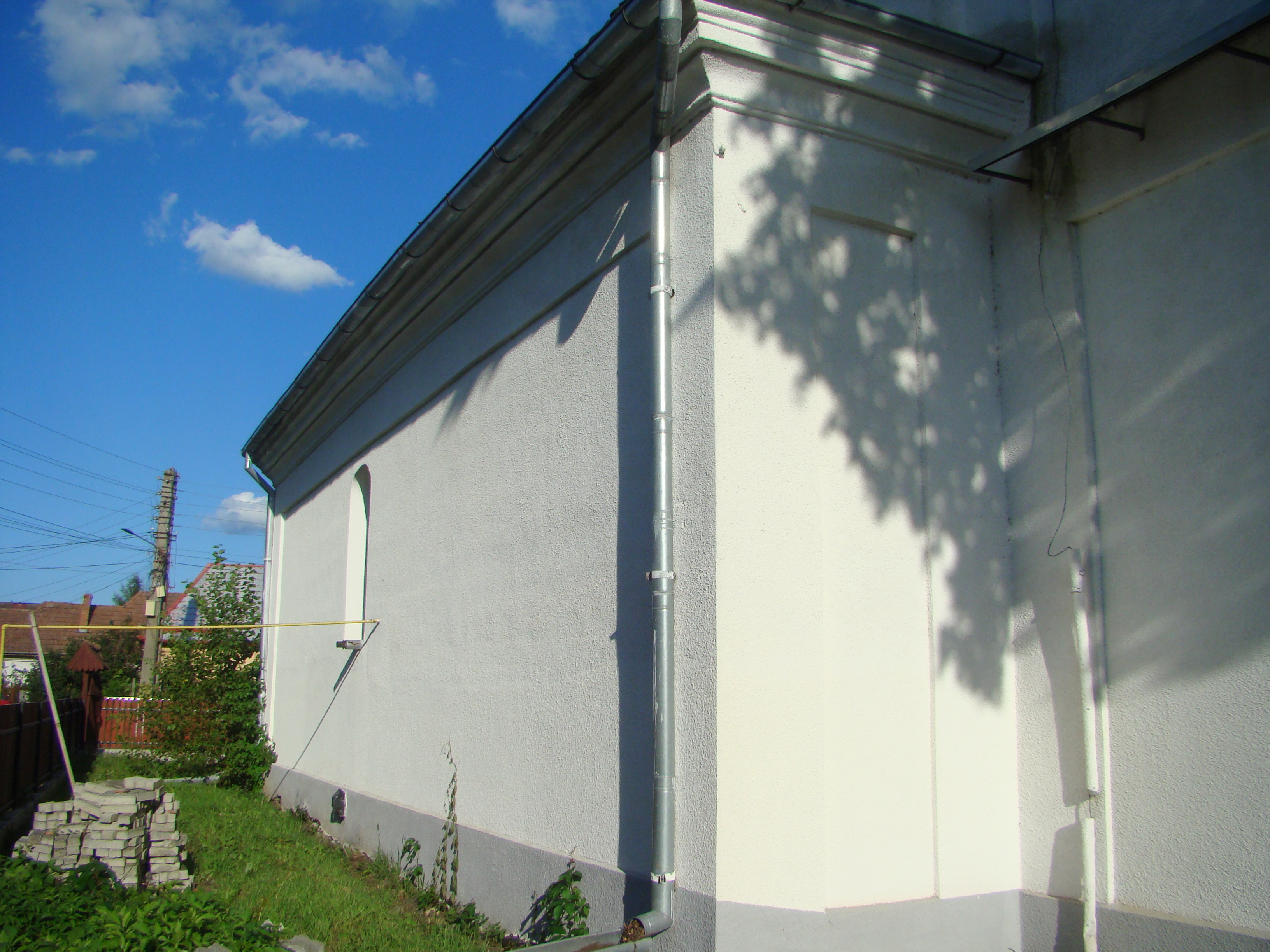
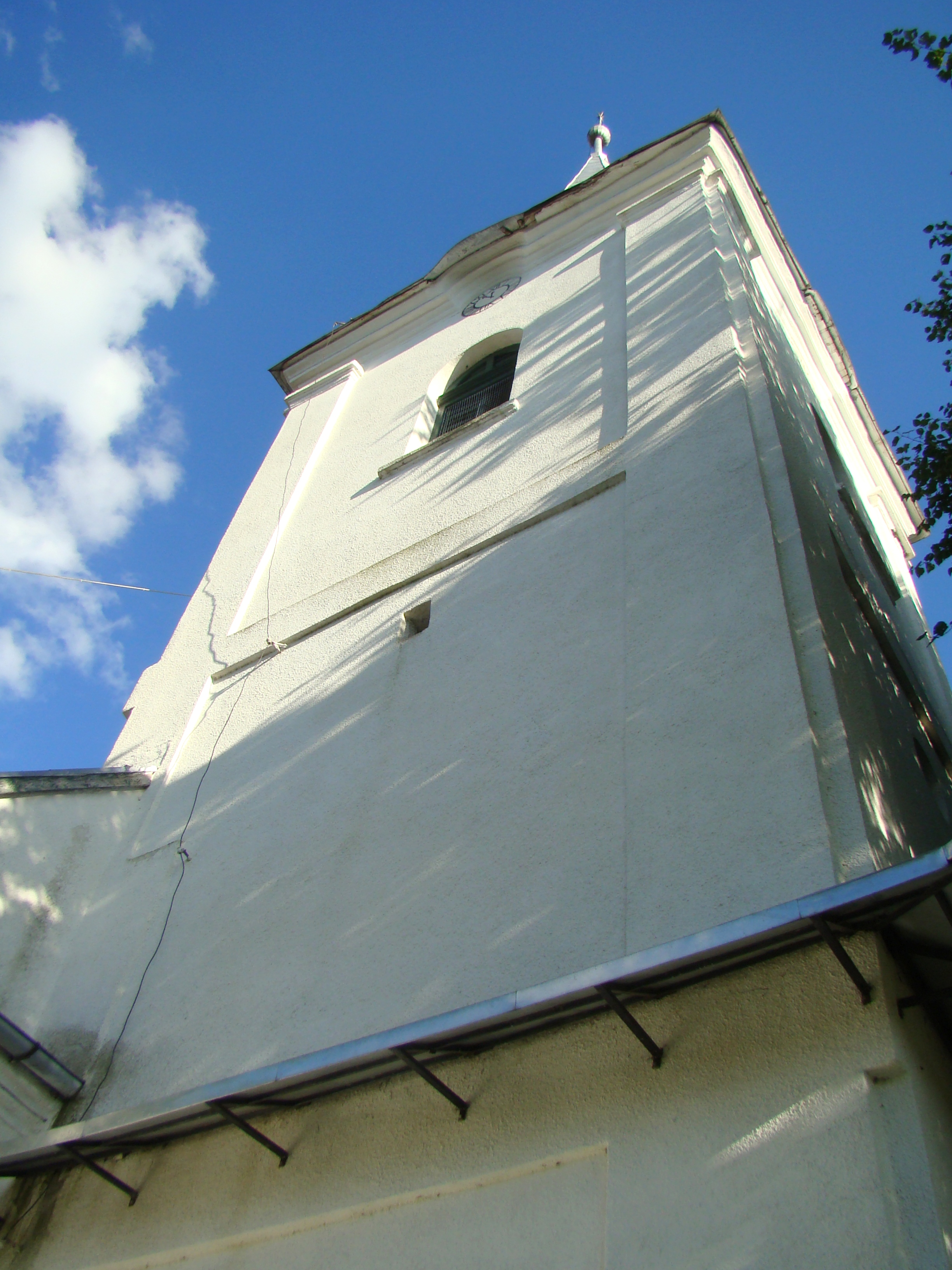
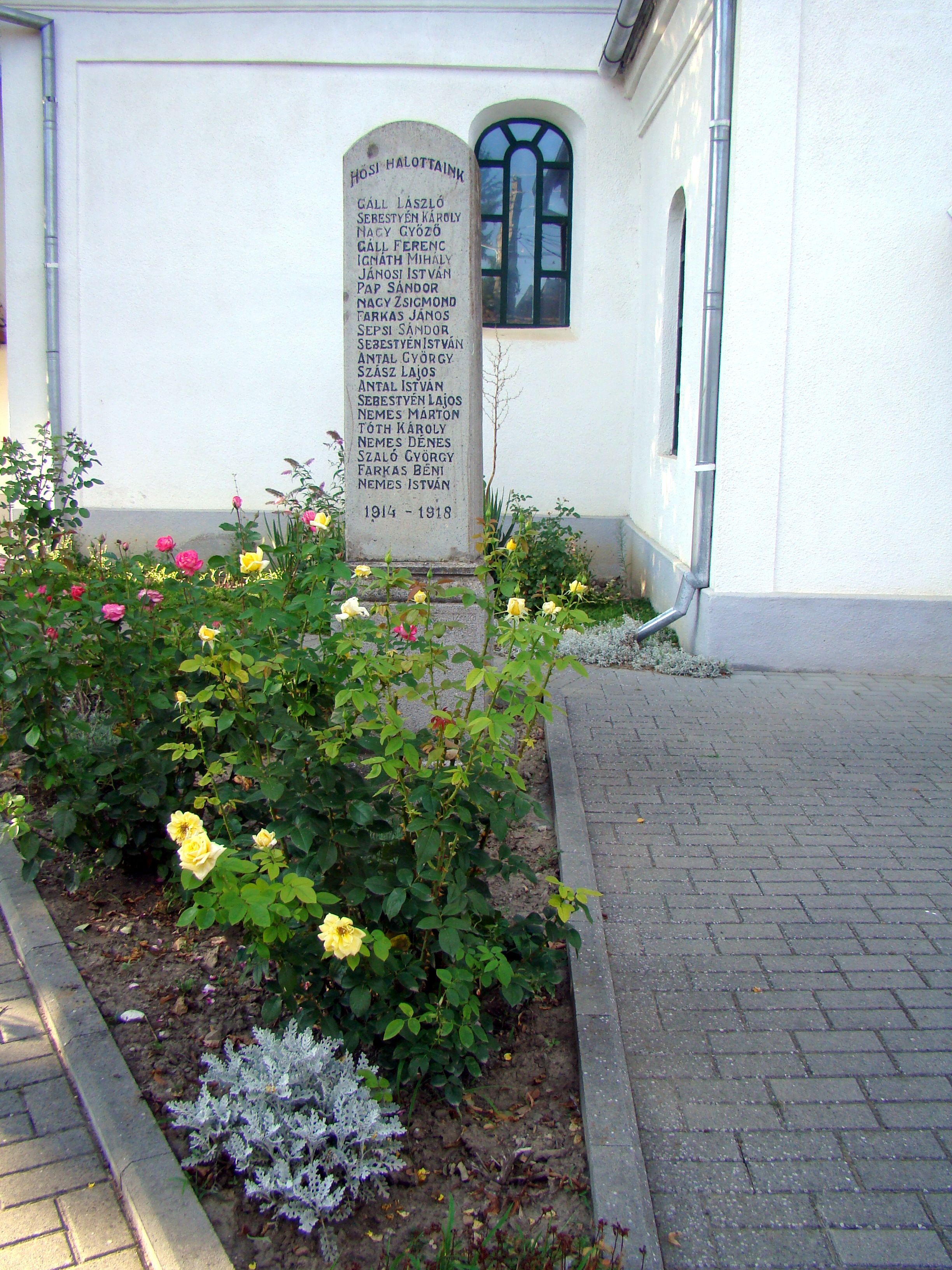
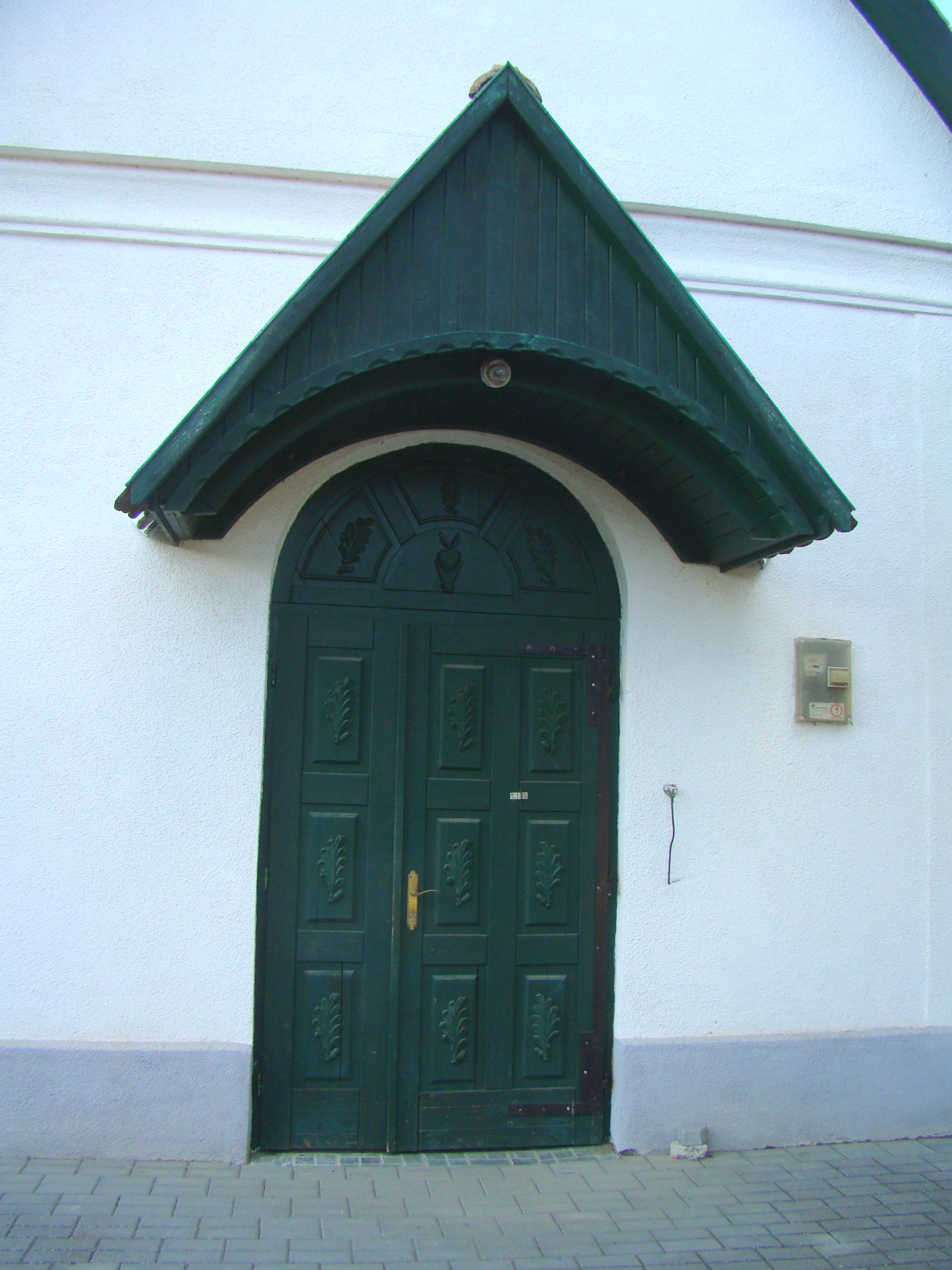
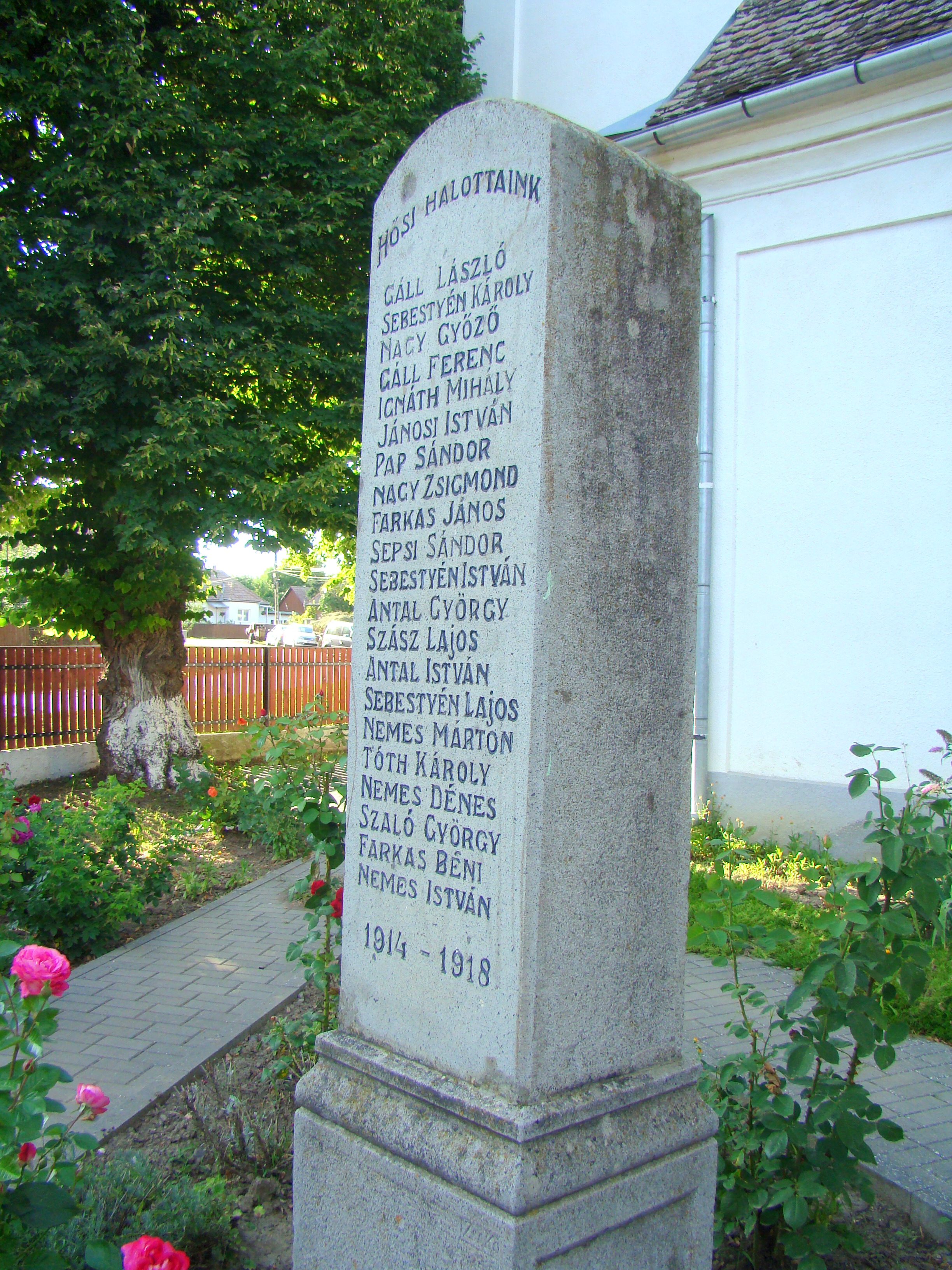
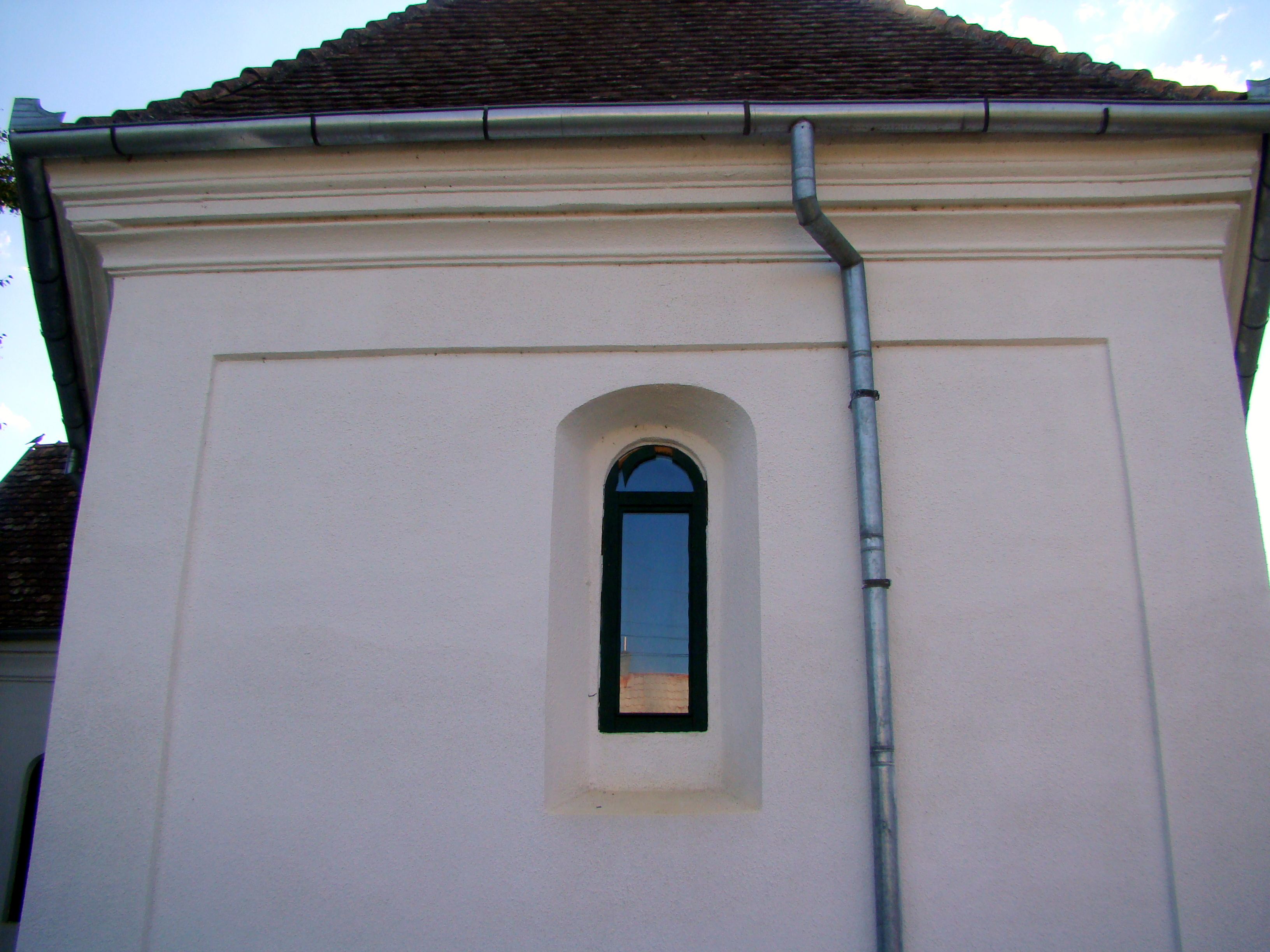
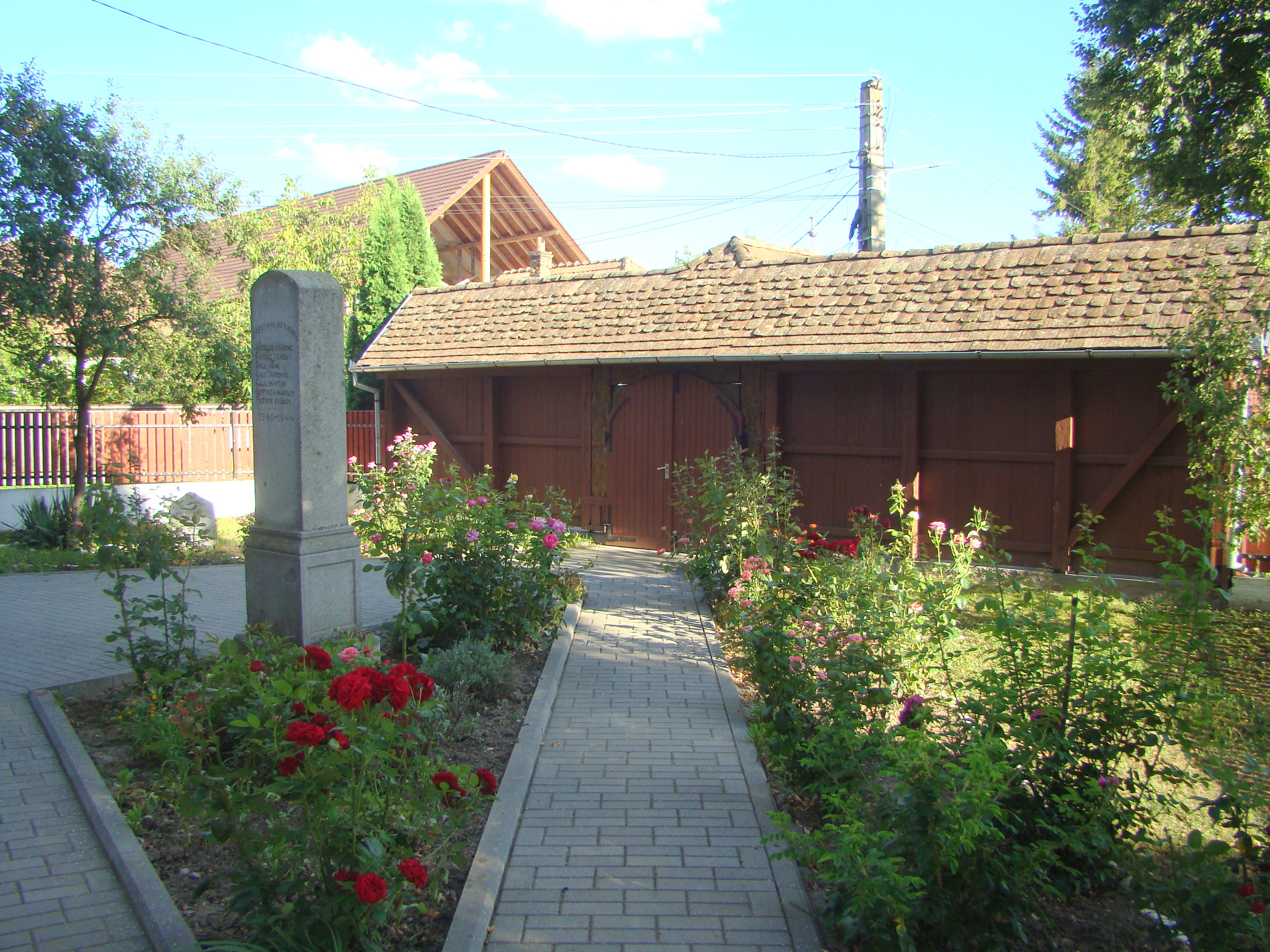
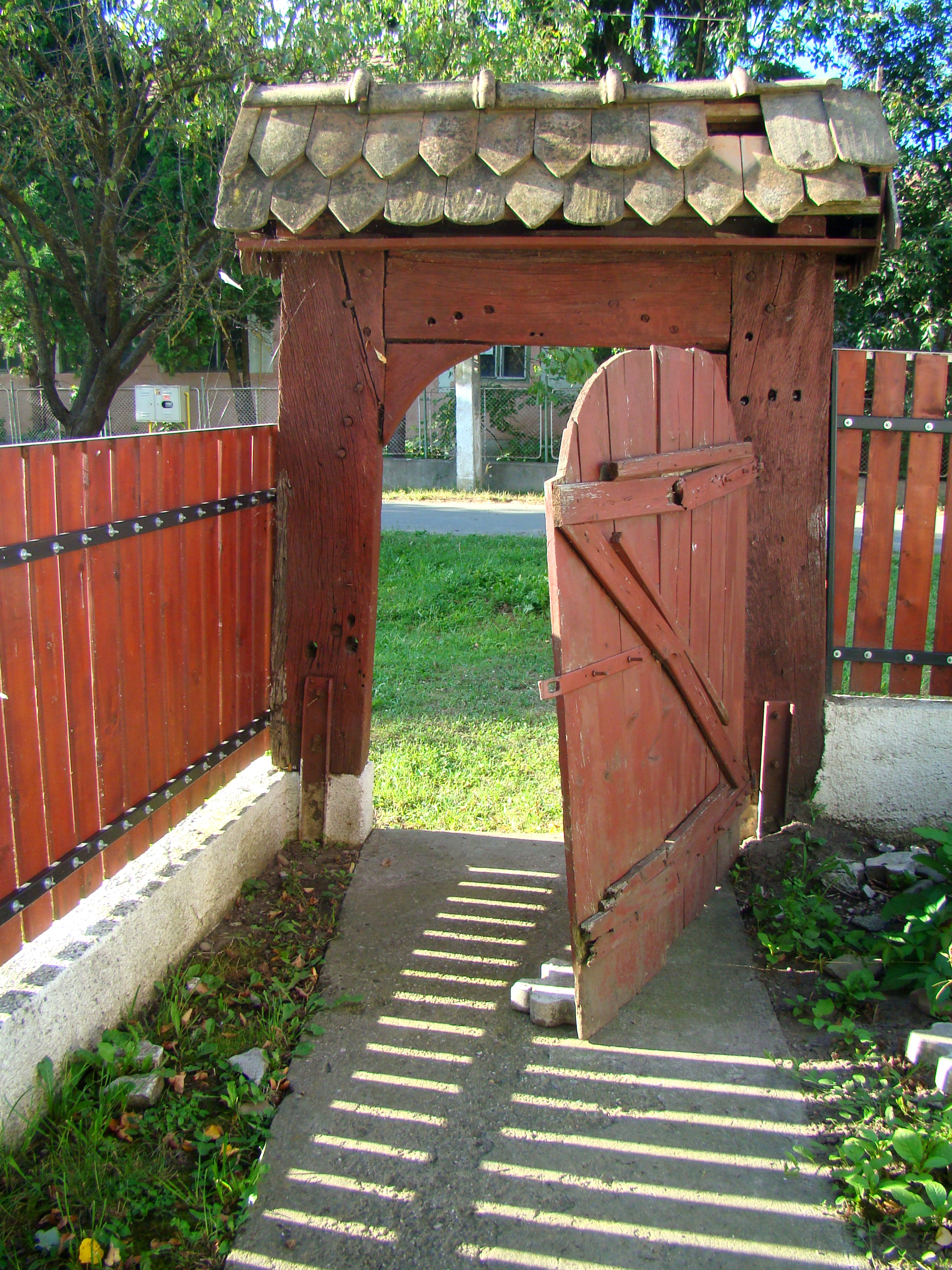
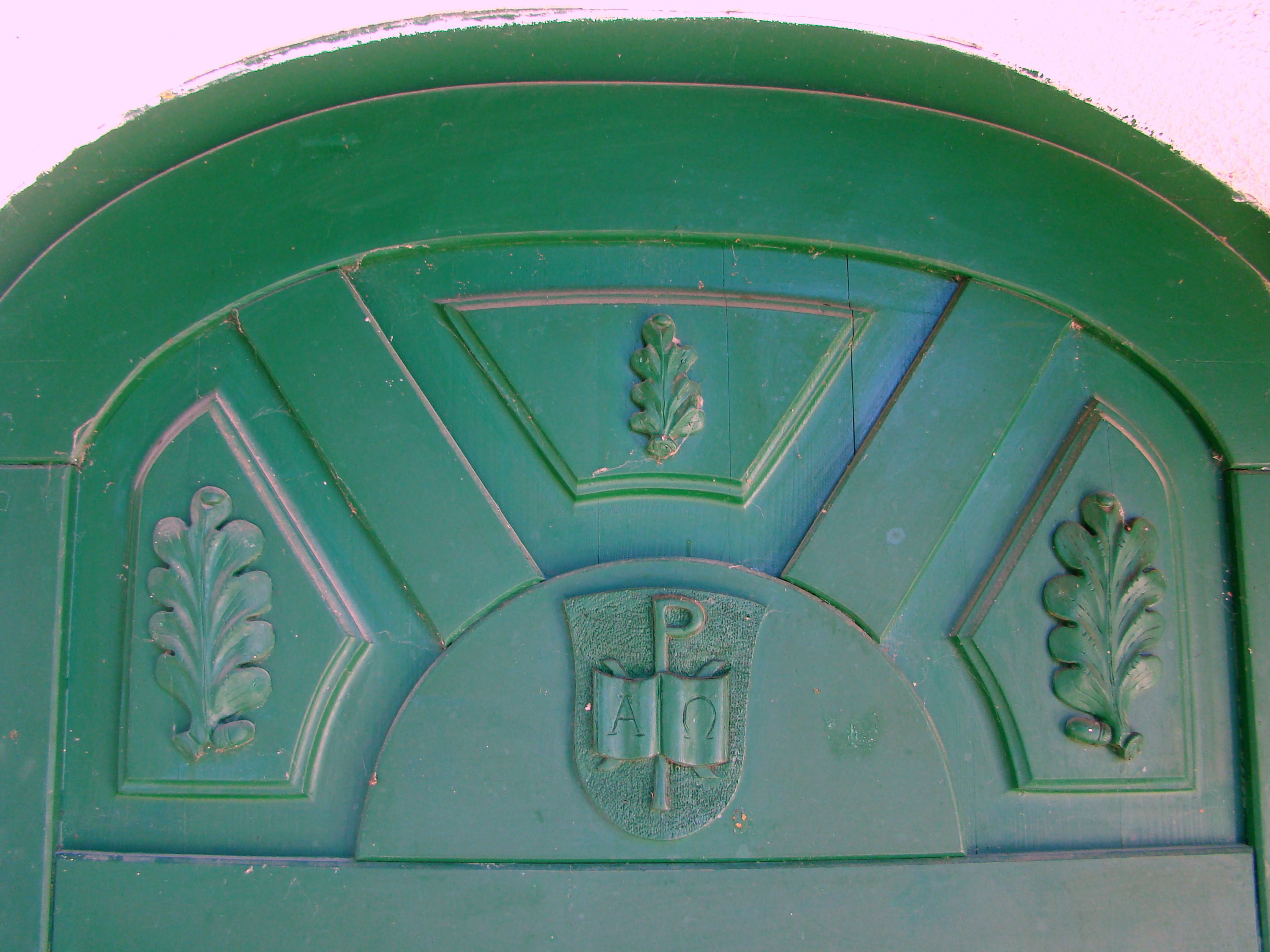
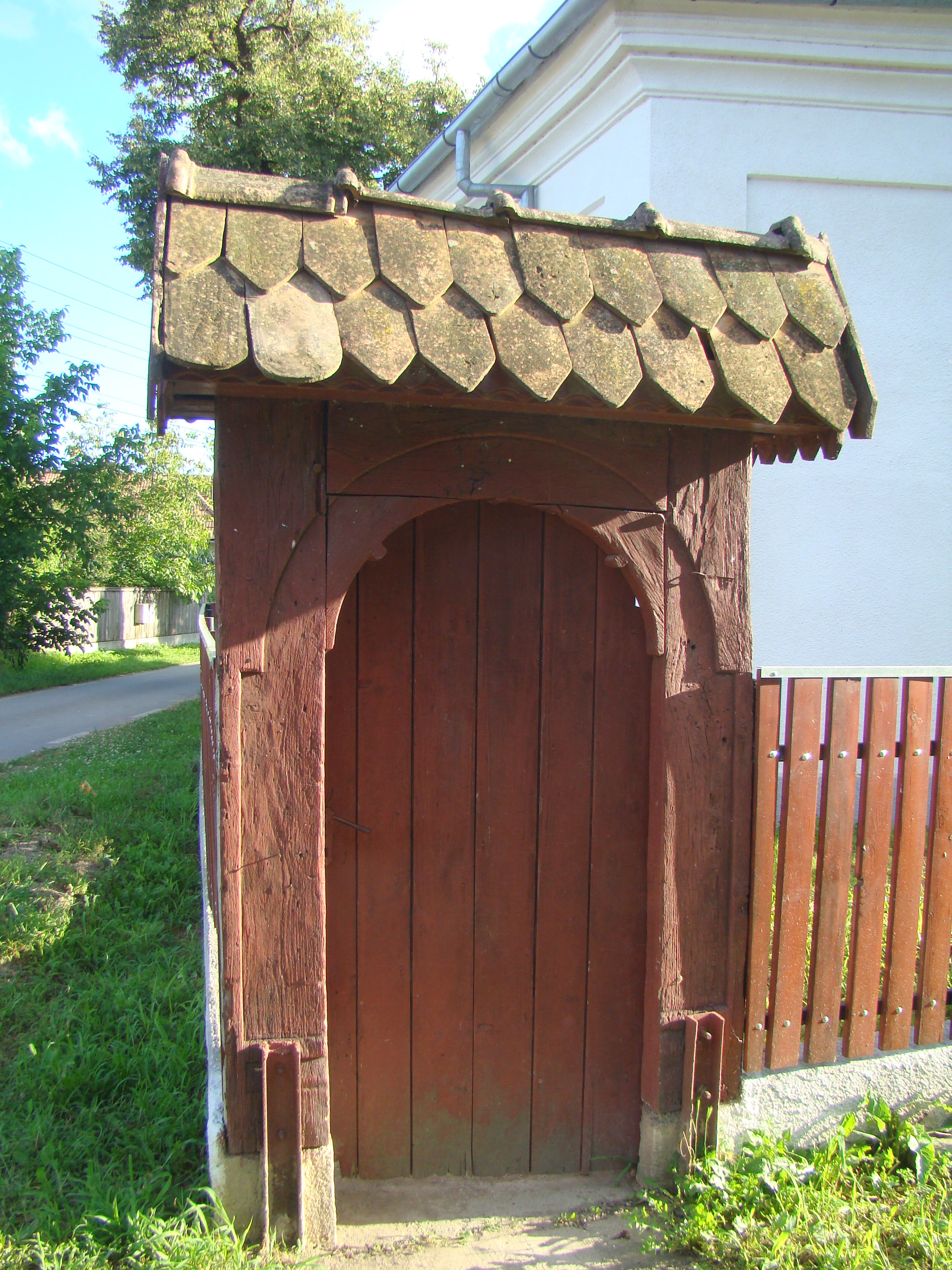
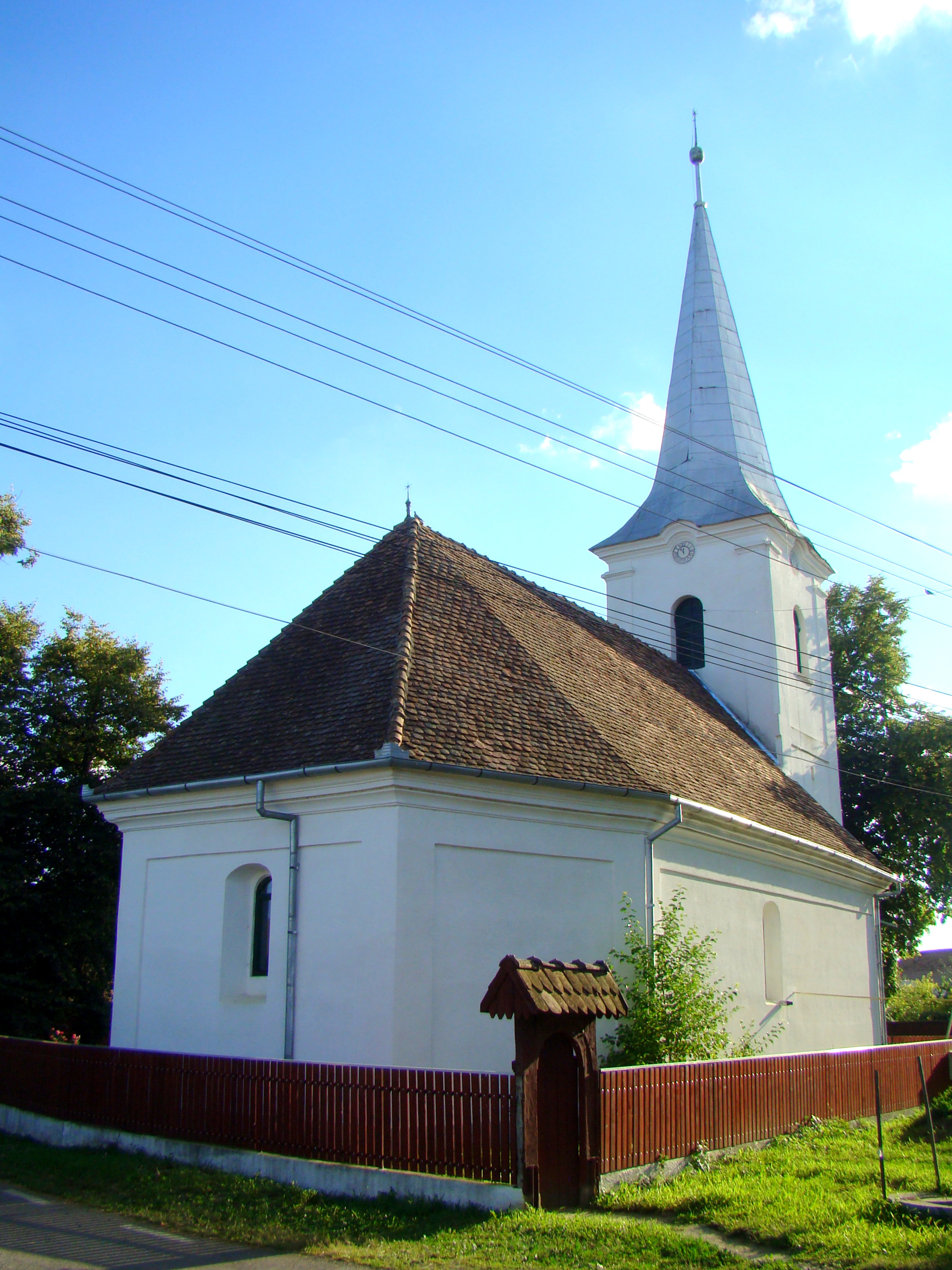

## Vezi și
- Stejeriș, Mureș
- Biserica reformată din Stejeriș